# Il gabbiano
Il gabbiano (la gavina) és una pel·lícula dramàtica italiana del 1977 dirigida per Marco Bellocchio, amb un guió d'Angelo Maria Ripellino basat en l'obra de teatre La gavina d'Anton Txèkhov.

## Sinopsi
Un jove escriptor es troba atrapat entre la seva mare (Laura Betti), una horrible actriu, i el coneixement que només té un talent mediocre com a dramaturg i un caràcter gairebé nul. Després que el jove sofreixi la pèrdua de la seva amant a les mans del seu padrastre, també novel·lista, la seva autoestima queda tan destrossada que se suïcida.

## Repartiment
- Laura Betti - Arkadina
- Pamela Villoresi - Nina
- Remo Girone - Kostja
- Giulio Brogi - Trigorin
- Gisella Burinato
- Antonio Piovanelli
- Clara Colosimo
- Mattia Pinoli
- Remo Remotti

## Recepció
La pel·lícula fou projectada fora de competició al 30è Festival Internacional de Cinema de Canes. Per la seva actuació Pamela Villoresi va rebre una Grolla d'oro. També fou projectada com a parta de la selecció oficial al Festival Internacional de Cinema de Sant Sebastià 1977.